# Montcaret
Montcaret est une commune française située dans le département de la Dordogne, en région Nouvelle-Aquitaine.

## Géographie

### Généralités
| - OpenStreetMap Limite communale. |

### Communes limitrophes
Montcaret est limitrophe de six autres communes.
| Saint-Michel-de-Montaigne | Montpeyroux           | Bonneville-et-Saint-Avit-de-Fumadières |
|                           | Montcaret             | Vélines                                |
| Lamothe-Montravel         | Saint-Seurin-de-Prats |                                        |

### Géologie et relief

#### Géologie
Situé sur la plaque nord du Bassin aquitain et bordé à son extrémité nord-est par une frange du Massif central, le département de la Dordogne présente une grande diversité géologique. Les terrains sont disposés en profondeur en strates régulières, témoins d'une sédimentation sur cette ancienne plate-forme marine. Le département peut ainsi être découpé sur le plan géologique en quatre gradins différenciés selon leur âge géologique. Montcaret est située dans le quatrième gradin à partir du nord-est, un plateau formé de dépôts siliceux-gréseux et de calcaires lacustres de l'ère tertiaire.
Les couches affleurantes sur le territoire communal sont constituées de formations superficielles du Quaternaire et de roches sédimentaires datant du Cénozoïque. La formation la plus ancienne, notée e6-7, se compose d'argiles à Palaeotherium, des argiles carbonatées silteuses versicolores à niveaux sableux (Bartonien supérieur à Priabonien inférieur continental). La formation la plus récente, notée CFp, fait partie des formations superficielles de type colluvions indifférenciées de versant, de vallon et plateaux issues d'alluvions, molasses, altérites. Le descriptif de ces couches est détaillé dans  la feuille « no 805 - Sainte-Foy-la-Grande » de la carte géologique au 1/50 000 de la France métropolitaine, et sa notice associée.

Carte géologique de Montcaret.

#### Relief et paysages
Le département de la Dordogne se présente comme un vaste plateau incliné du nord-est (491 m, à la forêt de Vieillecour dans le Nontronnais, à Saint-Pierre-de-Frugie) au sud-ouest (2 m à Lamothe-Montravel). L'altitude du territoire communal varie quant à elle entre 8 mètres et 108 mètres,.
Dans le cadre de la Convention européenne du paysage entrée en vigueur en France le 1er juillet 2006, renforcée par la loi du 8 août 2016 pour la reconquête de la biodiversité, de la nature et des paysages, un atlas des paysages de la Dordogne a été élaboré sous maîtrise d’ouvrage de l’État et publié en octobre 2020. Les paysages du département s'organisent en huit unités paysagères,. La commune est dans le Bergeracois, une région naturelle présentant un relief contrasté, avec les deux grandes vallées de la Dordogne et du Dropt séparées par un plateau plus ou moins vallonné, dont la pente générale s’incline doucement d’est en ouest. Ce territoire offre des paysages ouverts qui tranchent avec les paysages périgourdins. Il est composé de vignes, vergers et cultures,.
La superficie cadastrale de la commune publiée par l'Insee, qui sert de référence dans toutes les statistiques, est de 17,07 km2,,. La superficie géographique, issue de la BD Topo, composante du Référentiel à grande échelle produit par l'IGN, est quant à elle de 17,68 km2.

### Hydrographie

#### Réseau hydrographique
La commune est située dans le bassin de la Dordogne au sein du Bassin Adour-Garonne. Elle est drainée par la Lidoire, l'Estrop, le ruisseau du Grand Rieu et par divers petits cours d'eau, qui constituent un réseau hydrographique de 24 km de longueur totale,.
La Lidoire, d'une longueur totale de 49,46 km, prend sa source dans la commune de Bosset et se jette en rive droite de la Dordogne en limite de Castillon-la-Bataille et Lamothe-Montravel, face à Mouliets-et-Villemartin,. Elle borde la commune au nord-ouest sur deux kilomètres, face à Montpeyroux et Saint-Michel-de-Montaigne.
L'Estrop, d'une longueur totale de 17,8 km, prend sa source dans la commune de Port-Sainte-Foy-et-Ponchapt et se jette en rive droite de la Dordogne en limite de Saint-Antoine-de-Breuilh et de Saint-Seurin-de-Prats, face à Pessac-sur-Dordogne,. Il marque la limite communale au sud-est sur près de cinq kilomètres, face à Vélines.
Autre affluent de rive droite de la Dordogne, le ruisseau du Grand Rieu prend sa source dans le sud-est de la commune et traverse son territoire en direction de l'ouest sur quatre kilomètres.

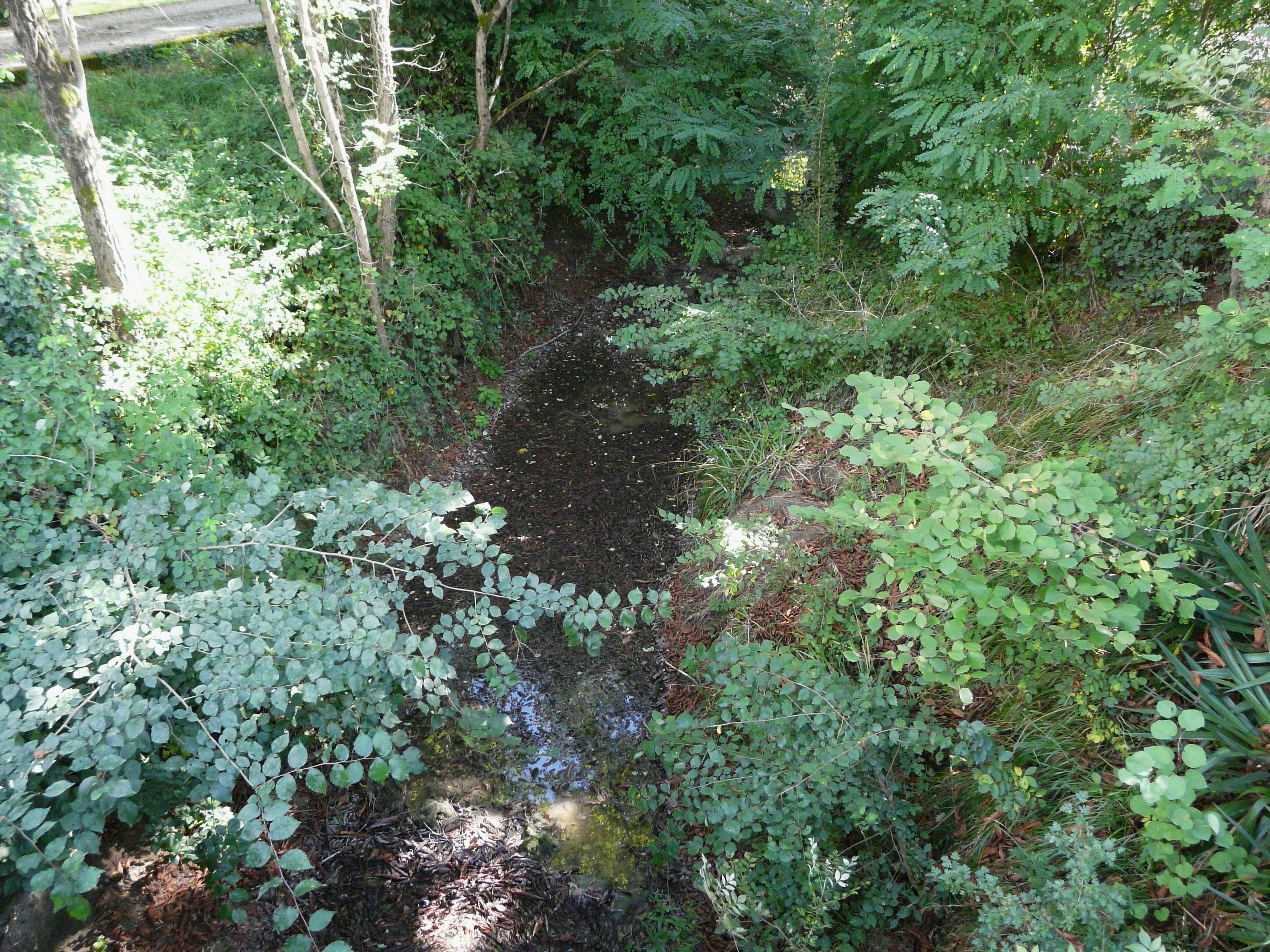
L'Estrop presque à sec au pont de la RD 936, en limite de Montcaret et Vélines.
Réseaux hydrographique et routier de Montcaret.

#### Gestion et qualité des eaux
Le territoire communal est couvert par le schéma d'aménagement et de gestion des eaux (SAGE) « Dordogne Atlantique ». Ce document de planification, dont le territoire correspond au sous‐bassin le plus aval du bassin versant de la Dordogne (aval de la confluence Dordogne - Vézère)., d'une superficie de 2 700 km2 est en cours d'élaboration. La structure porteuse de l'élaboration et de la mise en œuvre est l'établissement public territorial de bassin de la Dordogne (EPIDOR). Il définit sur son territoire les objectifs généraux d’utilisation, de mise en valeur et de protection quantitative et qualitative des ressources en eau superficielle et souterraine, en respect des objectifs de qualité définis dans le troisième SDAGE  du Bassin Adour-Garonne qui couvre la période 2022-2027, approuvé le 10 mars 2022.
La qualité des eaux de baignade et des cours d’eau peut être consultée sur un site dédié géré par les agences de l’eau et l’Agence française pour la biodiversité.

### Climat
Pour des articles plus généraux, voir Climat de la Nouvelle-Aquitaine et Climat de la Dordogne.
Historiquement, la commune est exposée à un climat océanique aquitain.  
En 2020, Météo-France publie une typologie des climats de la France métropolitaine dans laquelle la commune est exposée à un climat océanique et est dans la région climatique  Aquitaine, Gascogne, caractérisée par une pluviométrie abondante au printemps, modérée en automne, un faible ensoleillement au printemps, un été chaud (19,5 °C), des vents faibles, des brouillards fréquents en automne et en hiver et des orages fréquents en été (15 à 20 jours).
Pour la période 1971-2000, la température annuelle moyenne est de 12,8 °C, avec  une amplitude thermique annuelle de 14,8 °C. Le cumul annuel moyen de précipitations est de 807 mm, avec 11,7 jours de précipitations en janvier et 6,9 jours en juillet. Pour la période 1991-2020, la température moyenne annuelle observée sur la station météorologique la plus proche, située sur la commune de Port-Sainte-Foy-et-Ponchapt à 12 km à vol d'oiseau, est de 13,8 °C et le cumul annuel moyen de précipitations est de 809,4 mm,. Pour l'avenir, les paramètres climatiques de la commune estimés pour 2050 selon différents scénarios d’émission de gaz à effet de serre sont consultables sur un site dédié publié par Météo-France en novembre 2022.

## Urbanisme

### Typologie
Au 1er janvier 2024, Montcaret est catégorisée commune rurale à habitat dispersé, selon la nouvelle grille communale de densité à 7 niveaux définie par l'Insee en 2022.
Elle appartient à l'unité urbaine de Montcaret, une agglomération intra-départementale dont elle est ville-centre,. La commune est en outre hors attraction des villes,.

### Occupation des sols
L'occupation des sols de la commune, telle qu'elle ressort de la base de données européenne d’occupation biophysique des sols Corine Land Cover (CLC), est marquée par l'importance des territoires agricoles (73,5 % en 2018), en diminution par rapport à 1990 (80,4 %). La répartition détaillée en 2018 est la suivante : 
zones agricoles hétérogènes (37,1 %), cultures permanentes (25,1 %), forêts (18,2 %), prairies (9,3 %), zones urbanisées (8,3 %), terres arables (1,9 %). L'évolution de l’occupation des sols de la commune et de ses infrastructures peut être observée sur les différentes représentations cartographiques du territoire : la carte de Cassini (XVIIIe siècle), la carte d'état-major (1820-1866) et les cartes ou photos aériennes de l'IGN pour la période actuelle (1950 à aujourd'hui).

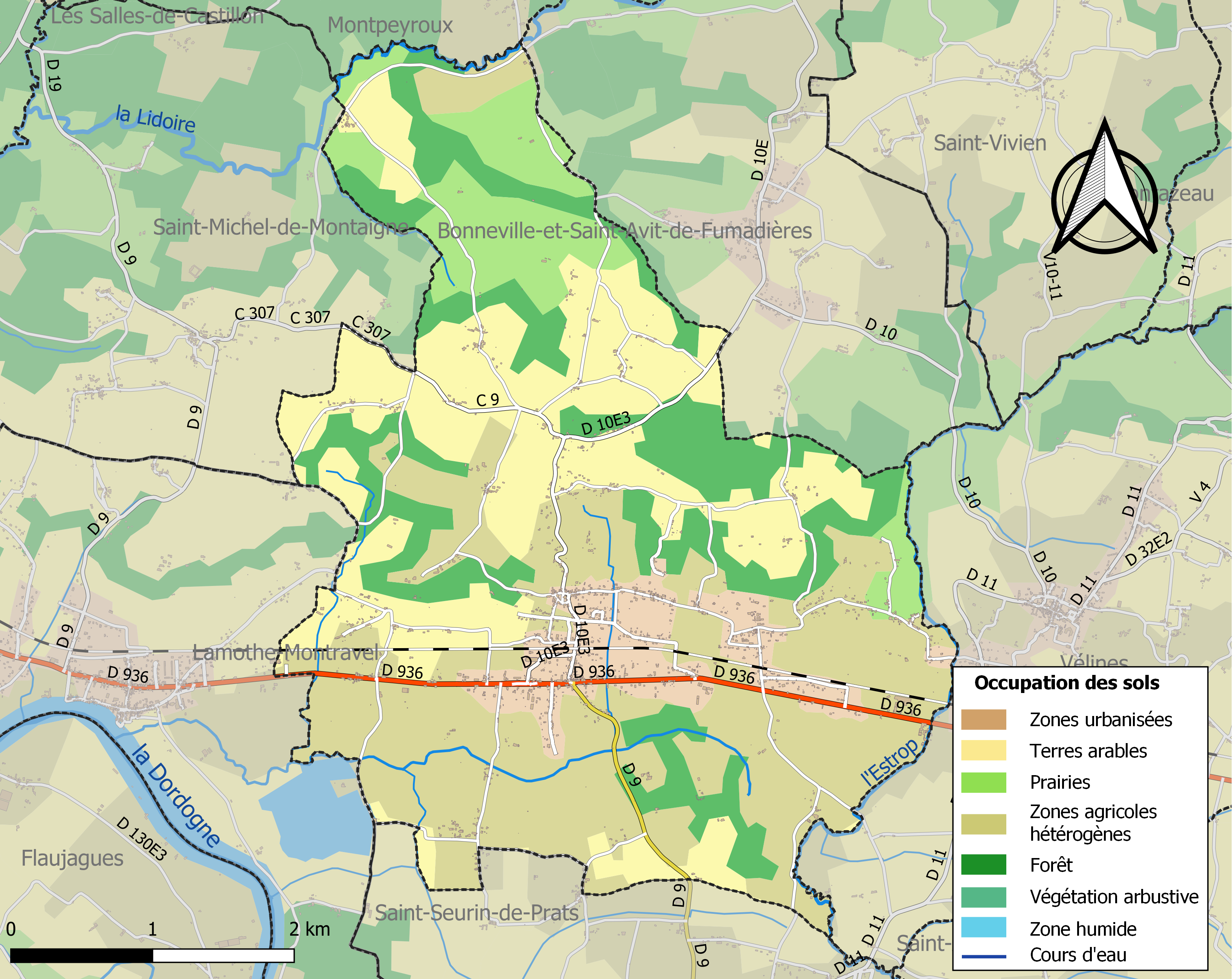
Carte des infrastructures et de l'occupation des sols de la commune en 2018 (CLC).

### Prévention des risques
Le territoire de la commune de Montcaret est vulnérable à différents aléas naturels : météorologiques (tempête, orage, neige, grand froid, canicule ou sécheresse), inondations, feux de forêts, mouvements de terrains et séisme (sismicité très faible). Il est également exposé à un risque technologique, la rupture d'un barrage, et à un risque particulier : le risque de radon. Un site publié par le BRGM permet d'évaluer simplement et rapidement les risques d'un bien localisé soit par son adresse soit par le numéro de sa parcelle.

#### Risques naturels
Certaines parties du territoire communal sont susceptibles d’être affectées par le risque d’inondation par débordement de cours d'eau, notamment l'Estrop et la Lidoire. La commune a été reconnue en état de catastrophe naturelle au titre des dommages causés par les inondations et coulées de boue survenues en 1982, 1986, 1993, 1996, 1999, 2001 et 2005,. Le risque inondation est pris en compte dans l'aménagement du territoire de la commune par le biais du plan de prévention des risques inondation (PPRI) de la « vallée de la Dordogne », couvrant 9 communes et approuvé le 19 décembre 2002, pour les crues de la Dordogne,.
Montcaret est exposée au risque de feu de forêt. L’arrêté préfectoral du 14 mars 2013 fixe les conditions de pratique des incinérations et de brûlage dans un objectif de réduire le risque de départs d’incendie. À ce titre, des périodes sont déterminées : interdiction totale du 15 février au 15 mai et du 15 juin au 15 octobre, utilisation réglementée du 16 mai au 14 juin et du 16 octobre au 14 février. En septembre 2020, un plan inter-départemental de protection des forêts contre les incendies (PidPFCI) a été adopté pour la période 2019-2029,.

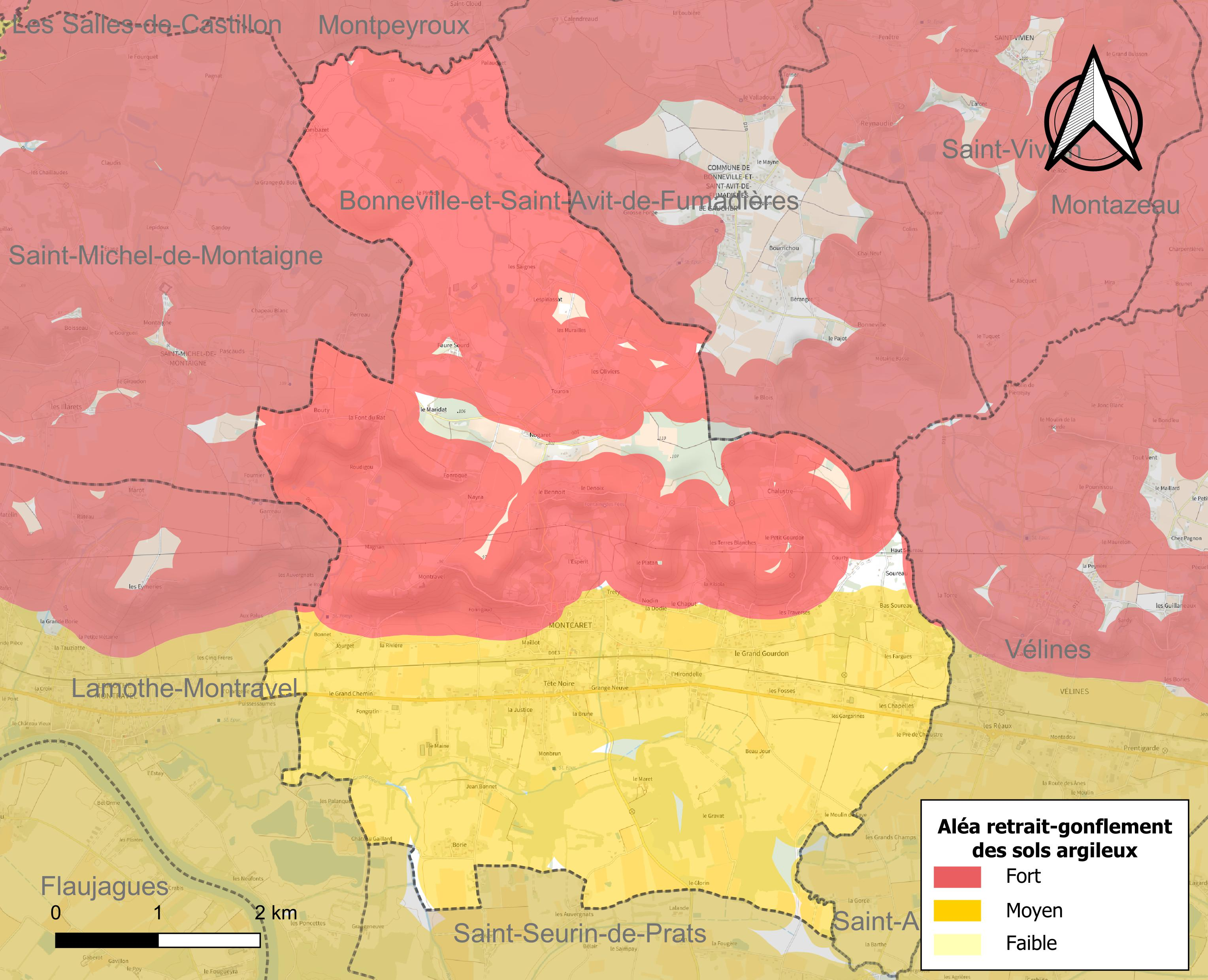
Carte des zones d'aléa retrait-gonflement des sols argileux de Montcaret.

Les mouvements de terrains susceptibles de se produire sur la commune sont des tassements différentiels. Le retrait-gonflement des sols argileux est susceptible d'engendrer des dommages importants aux bâtiments en cas d’alternance de périodes de sécheresse et de pluie. 95 % de la superficie communale est en aléa moyen ou fort (58,6 % au niveau départemental et 48,5 % au niveau national métropolitain). Depuis le 1er octobre 2020, en application de la loi ÉLAN, différentes contraintes s'imposent aux vendeurs, maîtres d'ouvrages ou constructeurs de biens situés dans une zone classée en aléa moyen ou fort,.
La commune a été reconnue en état de catastrophe naturelle au titre des dommages causés par la sécheresse en 1989, 1992, 2005 et 2011 et par des mouvements de terrain en 1999.

#### Risque technologique
La commune est en outre située en aval du barrage de Bort-les-Orgues, un ouvrage de classe A situé dans le département de la Corrèze et faisant l'objet d'un PPI depuis 2009. À ce titre elle est susceptible d’être touchée par l’onde de submersion consécutive à la rupture de cet ouvrage.

#### Risque particulier
Dans plusieurs parties du territoire national, le radon, accumulé dans certains logements ou autres locaux, peut constituer une source significative d’exposition de la population aux rayonnements ionisants. Selon la classification de 2018, la commune de Montcaret est classée en zone 2, à savoir zone à potentiel radon faible mais sur lesquelles des facteurs géologiques particuliers peuvent faciliter le transfert du radon vers les bâtiments.

## Toponymie
La première partie du nom vient de l'occitan « mont » et Romain «mons» qui correspond à un lieu élevé. Selon Albert Dauzat, la seconde partie proviendrait peut être de la racine pré-indo-européenne car- signifiant « pierre », le tout correspondant alors à une hauteur pierreuse.
Pour Bénédicte Fénié, le lieu correspondrait au « mont de Caretus », d'après le nom d'un personnage gallo-romain.
En occitan, la commune porte le nom de Mont Caret.

## Histoire
Montcaret, Mons carretum ou Mont des carrefours, est situé au carrefour de plusieurs voies romaines reliant Lyon (Lugdunum), Bordeaux (Burdigalia), Cahors (Divona) et Périgueux (Vesona).
Au Ier siècle apr. J.-C. est bâtie une villa gallo-romaine détruite vers 275 par les Alamans. Reconstruite au siècle suivant, elle est dévastée par les Vandales au début du Ve siècle. Un prieuré bénédictin se serait établi sur les lieux à l'époque mérovingienne. Les moines y édifient une église au XIe siècle, réutilisant notamment des chapiteaux gallo-romains.
La première mention écrite connue du lieu remonte en l'an 1081 sous la forme latine Mons Caretus.
Le culte protestant établi dès 1541 dans la région de Sainte-Foy-la-Grande s’est profondément enraciné à Montcaret.
Lors des rébellions huguenotes, après huit jours de siège, la ville et le château de Montravel sont pris le 22 février 1622 par les troupes royales commandées par Charles, duc d'Elbeuf. La ville est brûlée, les femmes violées, les hommes tués,,.
En 1685, au moment de la révocation de l'Édit de Nantes, les registres attestent du fait que 80 % des habitants sont réformés. Le culte continue de façon clandestine sans discontinuité malgré plusieurs passages de troupes royales armées (1685 et 1757).
Dès 1750, la paroisse de Montcaret est mentionnée par le colloque des églises du Bas-Agenais. Une grange aménagée en temple est détruite sur ordre du roi en 1770. Le culte est rétabli légalement le 8 avril 1802.
En avril 1827, 163 souscripteurs financent la construction du temple actuel pour un montant de 4 975 francs-or. La population protestante de la commune est estimée à environ un millier de personnes en 1840.
C'est également en 1827 que, lors du creusement d'un lavoir, une mosaïque de la villa gallo-romaine est mise au jour.

## Politique et administration

### Rattachements administratifs et électoraux
Dès 1790, la commune de Montcaret, typographiée Montcarret dans un premier temps, a fait partie dès sa création du canton de Lamothe qui dépendait du district de Mussidan jusqu'en 1795, date de suppression des districts. Lorsque ce canton est supprimé par la loi du 8 pluviôse an IX (28 janvier 1801) portant sur la « réduction du nombre de justices de paix », la commune est rattachée au canton de Vélines dépendant de l'arrondissement de Bergerac.
Dans le cadre de la réforme de 2014 définie par le décret du 21 février 2014, ce canton disparaît aux élections départementales de mars 2015. La commune est alors rattachée au canton du Pays de Montaigne et Gurson.

### Intercommunalité
Début 2006, Montcaret intègre dès sa création la communauté de communes de Montaigne en Montravel. Celle-ci est dissoute au 31 décembre 2013 et remplacée au 1er janvier 2014 par la communauté de communes Montaigne Montravel et Gurson.

### Administration municipale
La population de la commune étant comprise entre 500 et 1 499 habitants au recensement de 2017, quinze conseillers municipaux ont été élus en 2020,.

### Liste des maires
| Période                                  | Période      | Identité              | Étiquette   | Qualité  |
| ---------------------------------------- | ------------ | --------------------- | ----------- | -------- |
| Les données manquantes sont à compléter. |              |                       |             |          |
|                                          |              |                       |             |          |
| 2000                                     | janvier 2007 | Jean-Claude Raboisson |             |          |
| mars 2007                                | mars 2014    | Daniel Lachaize       | SE puis DVD | Retraité |
| mars 2014 (réélu en mai 2020)            | En cours     | Jean-Thierry Lansade  |             |          |

## Équipements et services publics

### Justice
Dans le domaine judiciaire, Montcaret relève : 
- du tribunal judiciaire, du tribunal pour enfants, du conseil de prud'hommes et du tribunal de commerce de Bergerac ;
- du pôle Nationalité du tribunal judiciaire de Périgueux (compétent uniquement dans le domaine de la nationalité) ;
- de la cour d'appel, du tribunal administratif et de la  cour administrative d'appel de Bordeaux.

## Population et société

### Démographie
L'évolution du nombre d'habitants est connue à travers les recensements de la population effectués dans la commune depuis 1793. Pour les communes de moins de 10 000 habitants, une enquête de recensement portant sur toute la population est réalisée tous les cinq ans, les populations de référence des années intermédiaires étant quant à elles estimées par interpolation ou extrapolation. Pour la commune, le premier recensement exhaustif entrant dans le cadre du nouveau dispositif a été réalisé en 2006.

En 2022, la commune comptait 1 405 habitants, en évolution de −2,77 % par rapport à 2016 (Dordogne : +0,37 %, France hors Mayotte : +2,11 %).
| 1793  | 1800  | 1806  | 1821  | 1831  | 1836  | 1841  | 1846  | 1851  |
| ----- | ----- | ----- | ----- | ----- | ----- | ----- | ----- | ----- |
| 1 450 | 1 628 | 1 322 | 1 185 | 1 264 | 1 197 | 1 162 | 1 140 | 1 100 |

| 1856  | 1861  | 1866  | 1872  | 1876  | 1881  | 1886  | 1891  | 1896  |
| ----- | ----- | ----- | ----- | ----- | ----- | ----- | ----- | ----- |
| 1 120 | 1 101 | 1 136 | 1 120 | 1 116 | 1 056 | 1 080 | 1 077 | 1 071 |

| 1901  | 1906  | 1911  | 1921  | 1926  | 1931  | 1936  | 1946  | 1954  |
| ----- | ----- | ----- | ----- | ----- | ----- | ----- | ----- | ----- |
| 1 159 | 1 221 | 1 138 | 1 124 | 1 149 | 1 205 | 1 142 | 1 127 | 1 145 |

| 1962  | 1968  | 1975  | 1982  | 1990  | 1999  | 2006  | 2011  | 2016  |
| ----- | ----- | ----- | ----- | ----- | ----- | ----- | ----- | ----- |
| 1 062 | 1 045 | 1 037 | 1 071 | 1 099 | 1 219 | 1 343 | 1 426 | 1 445 |

| 2021  | 2022  | - | - | - | - | - | - | - |
| ----- | ----- | - | - | - | - | - | - | - |
| 1 429 | 1 405 | - | - | - | - | - | - | - |

### Manifestations culturelles et festivités
- Fête locale sur trois jours, le premier week-end d'août[66].

### Cultes
- Église Saint-Pierre-ès-Liens, culte catholique.
- Le temple protestant accueille des offices tous les mois. Il dépend de l'Église réformée de France.

## Économie

### Emploi
En 2015, parmi la population communale comprise entre 15 et 64 ans, les actifs représentent 621 personnes, soit 43,4 % de la population municipale. Le nombre de chômeurs (62) a diminué par rapport à 2010 (70) et le taux de chômage de cette population active s'établit à 10,0 %.

### Établissements
Au 31 décembre 2015, la commune compte 182 établissements, dont 91 au niveau des commerces, transports ou services, trente-trois dans l'agriculture, la sylviculture ou la pêche, vingt-huit dans la construction, dix-sept relatifs au secteur administratif, à l'enseignement, à la santé ou à l'action sociale, et treize dans l'industrie.

### Entreprises
Dans l'industrie, parmi les entreprises dont le siège social est en Dordogne, la société JLFD production (fabrication de carrosseries et remorques), implantée à Montcaret, se classe en 27e position quant au chiffre d'affaires hors taxes en 2015-2016, avec 9 425 k€. Tous secteurs confondus parmi les cinquante premières entreprises de la Dordogne, elle se classe 30e, quant au chiffre d'affaires à l'exportation avec 1 500 k€.
Créée en 1992, l'entreprise « JLFD production » fabrique des vans spécifiques pour transporter les chevaux ainsi que des remorques de restauration rapide et emploie 75 salariés en 2018.

## Culture locale et patrimoine

### Lieux et monuments
- Église Saint-Pierre-ès-Liens du XIe siècle, classée au titre des monuments historiques le 18 mars 1913[73].
- Temple protestant de Montcaret, construit entre 1817 et 1822, à l'initiative du pasteur Schlick. Il remplace le temple construit au XVIe siècle et détruit sur ordre du roi en 1685[74]. Après la réorganisation du culte protestant en 1803, le temple redevient chef-lieu de consistoire regroupant neuf paroisses. Il témoigne de l'ancrage du protestantisme dans la vallée de la Dordogne depuis 1530[75].
- Un important site archéologique, géré par le Centre des monuments nationaux, se trouve sur la commune. Une grande villa gallo-romaine mise au jour par l'abbé Delpeyrat puis Pierre-Martial Tauziac[76] a été fouillée entre 1922 et 1939 par Jules Formigé, qui mit au jour des thermes privés et de nombreuses mosaïques[77] dont celle d'une piscine, puis dans les années 1950 par Pierre Grimal qui dégagea aux abords de l'église d'autres parties de la villa et étudia sa chronologie[78]. Les vestiges du site, toujours visibles aujourd'hui, et le musée sont visitables toute l'année[79].

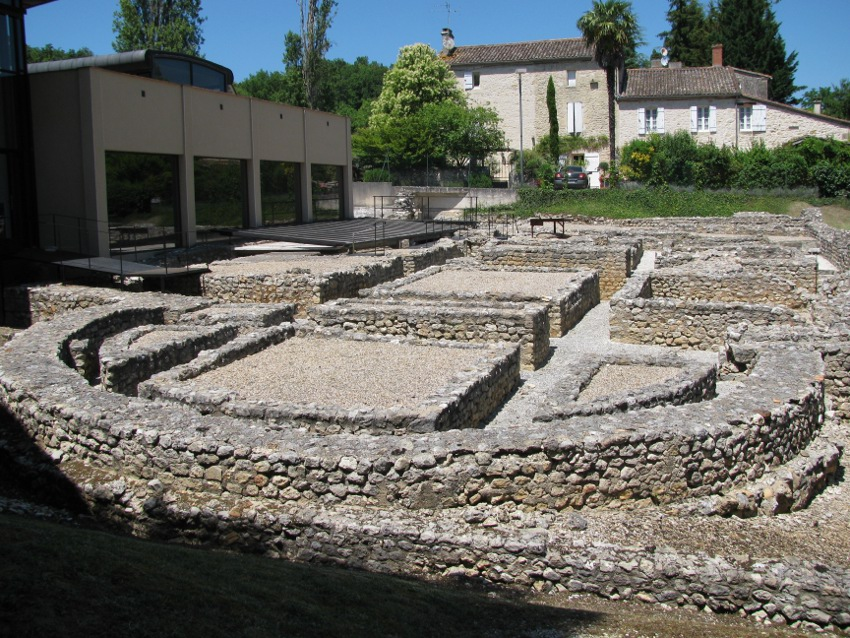
Ruine gallo-romaine.
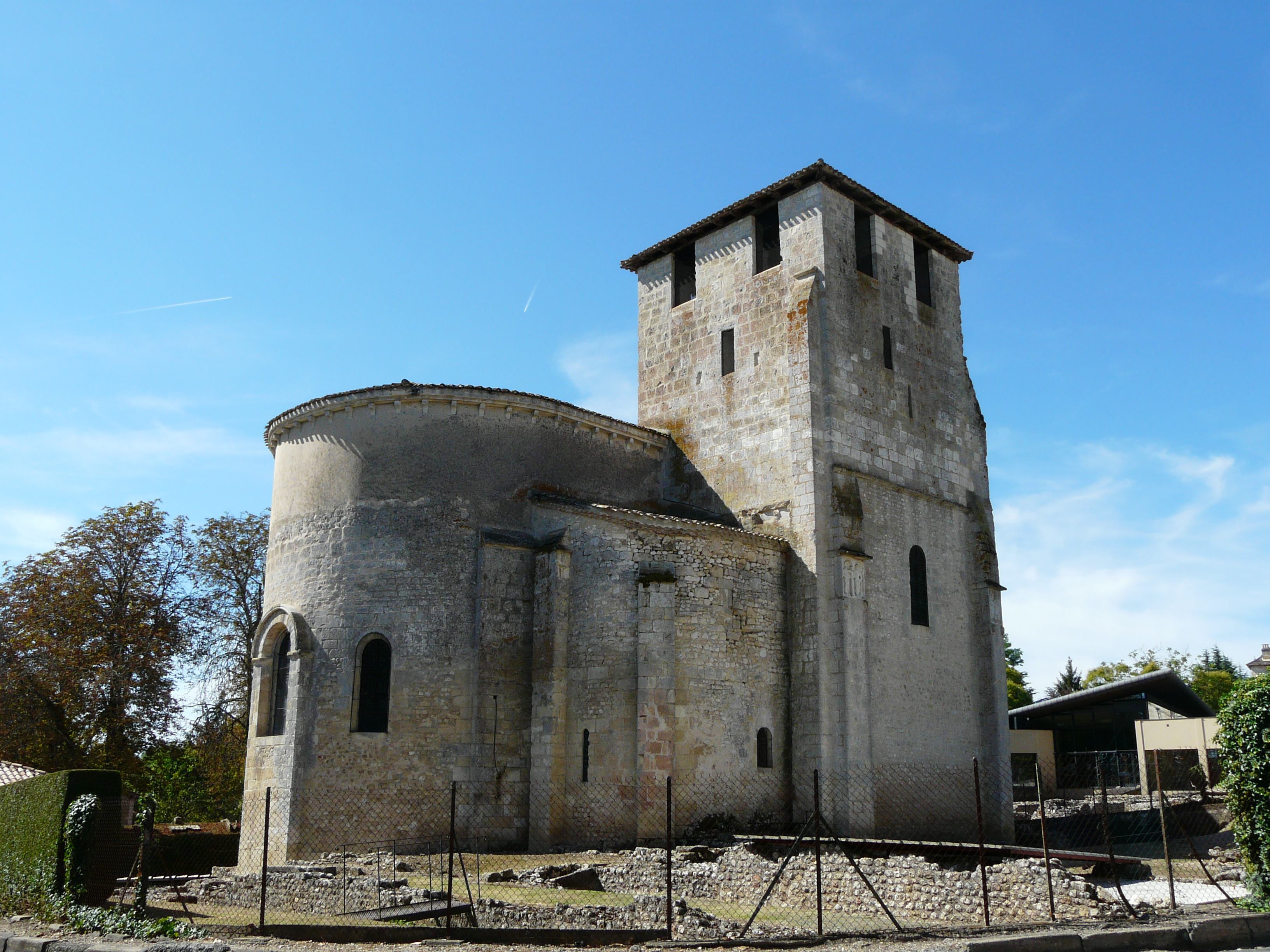
Église.
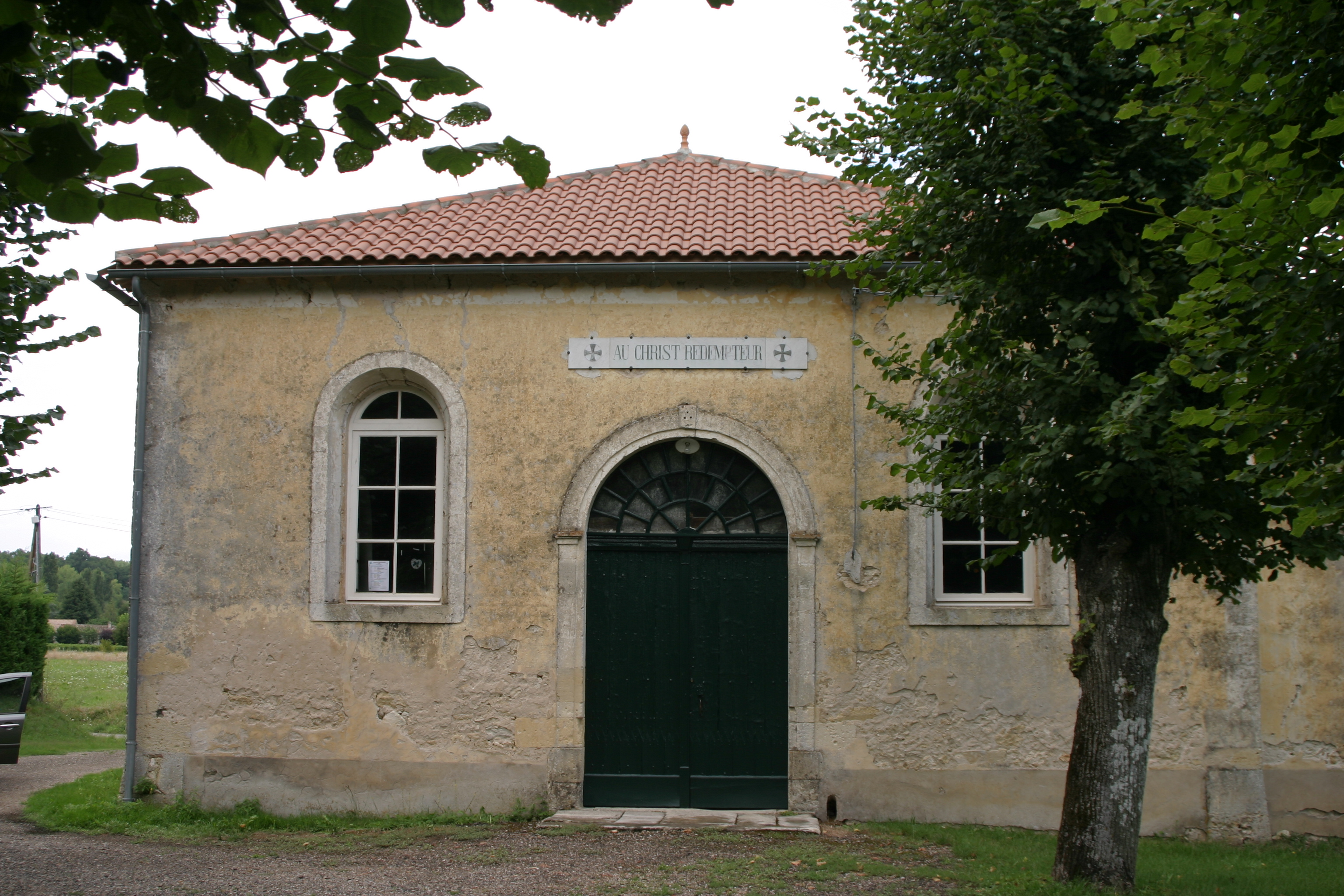
Temple.

### Personnalités liées à la commune
- Abraham Marcon : présent au synode de Basse Guyenne à Bergerac en 1657. Pasteur de Montcaret en 1681. Il fait face à l’arrivée des frères récollets de Sainte-Foy qui s’installent à Montcaret en 1683 et mènent la confrontation théologique.
- Jean Neveu Costebadie : natif également de Tonneins. Il est le neveu de Jean. Étudiant à Montauban en 1665 puis à Genève en 1666-1667. Il est ordonné pasteur en 1668. Il est ministre en Corrèze de 1669 à 1683. Il se marie en 1673 une première fois. Il est nommé pasteur de Montcaret en 1683. La même année, il pratique l’imposition des mains à Jean Briffaut, reçu ministre au synode de 1683. Il est ministre de Beaumont du Périgord en 1685. Il est autorisé à s’exiler en Angleterre en compagnie de son épouse et de deux de ses enfants en bas âge. Il est ensuite ministre de l’église de Londres jusqu’en 1696. Il épouse en secondes noces une anglaise nommée Rebecca Humphrey.
- Henri de Vernejoul (1889-1969), est un officier général français né à Montcaret. Pendant la Seconde Guerre mondiale, il commande la 5e division blindée (5e DB) lors de la Libération de la France et de l'Alsace en 1944-1945.
- Robert de Vernejoul (1890-1992), chirurgien, né à Montcaret.

## Pour approfondir